# Noyau terrestre
Pour les articles homonymes, voir Noyau.
Le noyau terrestre est la partie centrale de la Terre, qui occupe 17 % de son volume et représente 33 % de sa masse, environ. Il est essentiellement constitué de fer métallique mais comporte un peu de nickel et environ 10 % d'éléments plus légers (qui ne sont pas identifiés avec certitude). Séparé du manteau par la discontinuité de Gutenberg à 2 900 km de profondeur, il est constitué de deux parties : le noyau externe, liquide, et le noyau interne (ou « graine »), solide.
C'est dans le noyau externe qu'est généré le champ magnétique terrestre, par un mécanisme de dynamo auto-entretenue qui n'est pas encore complètement élucidé. Le noyau interne, qui s'est formé (et continue de croître) aux dépens du noyau externe par cristallisation, est constitué d'un alliage Fe-Ni plus pur que le liquide du noyau externe.

## Histoire

### Découverte
En 1798, Henry Cavendish calcule la densité moyenne de la Terre à 5,48 fois la densité de l'eau (rectifiée plus tard à 5,53), ce qui conduit la communauté scientifique à admettre que l'intérieur de la Terre est beaucoup plus dense en son centre.
À la suite de la découverte des météorites métalliques, Emil Wiechert postule en 1898 que la Terre comporte une composition similaire aux météorites métalliques, mais que le fer a migré à l'intérieur de la Terre.
La première détection du noyau de la Terre est effectuée en 1906 par Richard Dixon Oldham. En 1912, Beno Gutenberg localise la discontinuité entre le manteau et le noyau, appelée par la suite discontinuité de Gutenberg.
En 1936, Inge Lehmann montre que le noyau liquide doit contenir une graine solide pour expliquer l'arrivée de certaines phases sur les sismogrammes. Ses travaux ont permis de déterminer la taille globale du noyau ainsi que les limites entre le noyau liquide externe et le noyau interne solide, interface appelée par la suite discontinuité de Lehmann.

## Noyau externe
Le noyau externe est liquide. Il est essentiellement composé de fer à 80-85 %, d'environ 10-12 % d'un élément léger non encore déterminé parmi le soufre, l'oxygène, le silicium et le carbone (ou un mélange des quatre),, voire d'eau dissoute, et enfin de l'ordre de 5 % de nickel. Sa viscosité est estimée entre 1 et 100 fois celle de l’eau, sa température moyenne atteint 4 000 °C et sa densité 10.
Cette énorme quantité de métal en fusion est brassée par convection. Cette convection est surtout thermique (refroidissement séculaire de la planète), et pour une plus faible partie due à la composition du noyau (séparation, démixtion des phases).
Les mouvements du noyau externe interagissent avec les mouvements de la Terre : principalement sa rotation quotidienne, mais aussi à plus longue échelle de temps sa précession.
La nature conductrice du fer permet le développement de courants électriques variables qui donnent naissance à des champs magnétiques, lesquels renforcent ces courants, créant ainsi un effet dynamo, en s’entretenant les uns les autres. Ainsi explique-t-on que le noyau liquide est à l’origine du champ magnétique terrestre. La source d'énergie nécessaire à l'entretien de cette dynamo réside très probablement dans la chaleur latente de cristallisation de la graine.

## Noyau interne
Séparé du noyau externe par la discontinuité de Lehmann à 5 150 km de profondeur, le noyau interne, aussi appelé graine, est une boule solide. Il est essentiellement métallique (un alliage d'environ 80 % de fer et 20 % de nickel). La pression, qui est de 3,5 millions de bars (350 GPa), le maintient à l'état solide malgré une température supérieure à 6 000 °C, avec une densité d’environ 13.
Le noyau interne s'est constitué par la cristallisation progressive du noyau externe.  Sa nature exacte reste cependant sujette à discussion. Différentes observations suggèrent l'existence de mouvements en son sein. Le noyau interne reste un sujet actif de la recherche en géophysique et en géochimie.